# Eggenbergové
Eggenbergové někdy též Eggenberkové, byli rakouský šlechtický rod ze Štýrska, usazený též v jižních Čechách. Původně kupci v Radkersburgu (dnešní Ehrenhausen), později zbohatli a stali se důvěrníky císaře. Rod dosáhli knížecího titulu a dokonce krumlovských vévodů. Knížecí linie rodu Eggenbergů vymřela v mužské linii v roce 1717.

## Dějiny rodu
Prvním známým členem rodiny je Oldřich z Eggenbergu, který byl od roku 1432 městským soudcem ve Štýrském Hradci. Po jeho smrti roku 1448 byl jeho majetek byl rozdělen mezi dva syny Jana a Baltazara. Jan založil linii Ehrenhausen a Baltazar hlavní linii ve Štýrském Hradci. Baltazar vedl výnosný obchod a Eggenbergové se stali jedním z nejbohatších štýrských rodů. Naopak Ruprecht z Eggenbergu (1546-1611) z druhé linie se dal na vojenskou dráhu a proslavilo ho v roce 1593 úspěšné tažení proti Turkům.
Nejvýznamnější postavou z rodu Eggenberků byl Jan Oldřich z Eggenbergu (1568–1634). V roce 1621 získal od císaře Ferdinanda II. jako úhradu dluhu panství Prachatice, o rok později panství Český Krumlov, a Netolice, roku 1623 pak zakoupil panství Zvíkov a Orlík, nakonec roku 1630 panství Vimperk. Tím položil základ rozsáhlému jihočeskému eggenberskému panství. Tento vzestup odráží i tituly, jimiž byli Eggenberkové v této době postupně obdařeni. Roku 1623 byli povýšeni do stavu říšských knížat, roku 1625 jim byl udělen tzv. velký palatinát, což znamenalo například právo razit mince, roku 1628 se pak jihočeská panství stala Vévodstvím krumlovským. Velmi krátce drželi též Třeboň. 
Po předčasné smrti syna Jana Antonína I. byl rodový majetek rozdělen mezi jeho syny. Česká panství dostal starší syn Jan Kristián I. (1641–1710), rakouská mladší syn Jan Seyfried (1644–1713). Po smrti bezdětného Jana Kristiána I. se univerzálním dědicem stal Jan Seyfried. Po jeho smrti roku 1713 získal celý majetek jeho jediný syn Jan Antonín II., který však nečekaně zemřel už roku 1716. Roku 1717 pak ve 13 letech zemřel na zánět slepého střeva poslední mužský člen rodu, Jan Kristián II., syn Jana Antonína II. 
Majetek české větve poté zdědila vdova po Janu Kristiánovi I., Marie Arnoštka z Eggenbergu rozená ze Schwarzenbegu (1649–1719), která jej odkázala svému synovci Adamu Františkovi ze Schwarzenbergu. Majetek rakouské větve zdědila manželka Jana Antonína II., po její smrti roku 1754 dcery (sestry Jana Kristiána II.) Marie Eleonora a Marie Terezie. Smrtí těchto dvou sester v témže roce 1774 rod po přeslici vymřel. Část rodového majetku přešla na rod Herbersteinů, většina jihočeského majetku na Schwarzenbergy.

## Osobnosti rodu
- Oldřich z Eggenbergu († 1448), zakladatel rodu
- Kryštof z Eggenbergu († 1553)
- Helena z Eggenbergu († před 1568), rozená Fuegerová
- Hanuš Kryštof z Eggenbergu († 1581)
- Marie z Eggenbergu, rozená Gallerová ze Schwanbergu
- Bartoloměj z Eggenbergu († 1583)
- Ruprecht z Eggenbergu (1546–1611), rakouský generál, svobodný pán 1598; pohřben v mauzoleu Ehrenhausen
- Jan Oldřich z Eggenbergu (1568–1634), 1598 říšský svobodný pán, 1615 guvernér Vnitřního Rakouska, 1620 jmenován rytířem Řádu zlatého rouna, 1623 1. říšský kníže z Eggenbergu, stavitel zámku Eggenberg v roce 1625, od roku 1628 vévoda krumlovský
- Wolff z Eggenbergu († 1615), generálplukovník, pohřben v mauzoleu v Ehrenhausenu
- Marie Františka (1607–1679), provdala se za hraběte Leonarda VII. z Harrachu (1596–1645), plukovník, nejvyšší maršálek císařského dvora
- Jan Antonín I. z Eggenbergu (1610–1649), 2. říšský kníže z Eggenbergu a 2. vévoda krumlovský v jižních Čechách (1634–1649)
- Marie Alžběta hraběnka z Eggenbergu (25. září 1640–19. května 1719), dcera Jana Antonína 2. říšský kníže z Eggenbergu, vévoda krumlovský a Anna Marie, rozená markraběnka Braniborsko-Bayreuthská (1609–1680); V roce 1656 se provdala za Ferdinanda Josefa z Ditrichštejna na Mikulově (1636–1698),
- Jan Kristián z Eggenbergu (kolem roku 1680)
- kněžna Marie Šarlota z Eggenbergu († 1755)
- kněžna Marie Eleonora Anna Josefa z Eggenbergu (1694–1774), ⚭ I 1719 Josef Patrik hrabě Leslie (1694–1732); ⚭ II 1733 Ondřej Zikmund hrabě z Welzu; ⚭ III 1740 Jan Leopold František hrabě z Herbersteinu (1712–1789)
- kněžna Marie Terezie Josefa z Eggenbergu (1696–1762), provdaná od roku 1719 za Karla Kajetána z Leslie (1696–1762), od roku 1735 majitele panství Ehrenhausen ve Štýrsku

### Knížata z Eggenbergu a krumlovští vévodové
1. Jan Oldřich z Eggenbergu (1568–1634) 1598 říšský svobodný pán, 1623 1. říšský kníže z Eggenbergu, vévoda krumlovský od roku 1628; ⚭ svobodná paní Marie Sidonie z Thannhausenu, dcera svobodného pána Konráda z Thannhausenu a Dorotey z Teuffenbachu. Jeho syn:
2. Jan Antonín I. z Eggenbergu (1610–1649), 2. říšský kníže z Eggenbergu, vévoda krumlovský (1634–1649), od roku 1647 kníže z gradišský; ⚭ markraběnka Anna Marie Braniborsko-Bayreuthská, dcera markraběte Kristiána z Braniborska-Bayreuthu. Jeho syn:
3. Jan Kristián I. z Eggenbergu (1641–1710) 3. říšský kníže z Eggenbergu, vévoda krumlovský (1649–1710) ⚭ princezna Marie Ernestina ze Schwarzenbergu, dcera Jana Adolfa I. kníže ze Schwarzenbergu. Tímto sňatkem po smrti posledního mužského člena rodu Eggenbergů přešel rodový majetek Eggenbergů na Adama Františka ze Schwarzenbergu, jemuž císař Karel VI. v roce 1723 přiznal titul vévody. Marie Ernestina z Eggenbergu, rozená hraběnka ze Schwarzenbergu, zemřela v roce 1719 bez potomků. Jeho bratr:
4. Jan Seyfried z Eggenbergu (1644–1713), 4. říšský kníže z Eggenbergu, vévoda krumlovský aj. (1710–1713), ⚭ 1.) 4./11. července 1666 princezna Eleonora Marie z Lichtenštejna (1647–1704), jejíž syn:
5. Jan Antonín II. Josef z Eggenbergu (1669–1716), 5. říšský kníže z Eggenbergu, vévoda krumlovský ad. (1713–1716) ⚭ hraběnka Marie Karolina ze Šternberka, dcera Oldřicha Adolfa Vratislava hraběte ze Šternberka 1661, jeho syna:
6. Jan Kristián II. z Eggenbergu (1704–1717), 6. říšský kníže z Eggenbergu, vévoda krumlovský aj. (1716–1717). Jediný syn svého otce. S ním vymřel v mužské linii rod knížat z Eggenbergu.

## Galerie

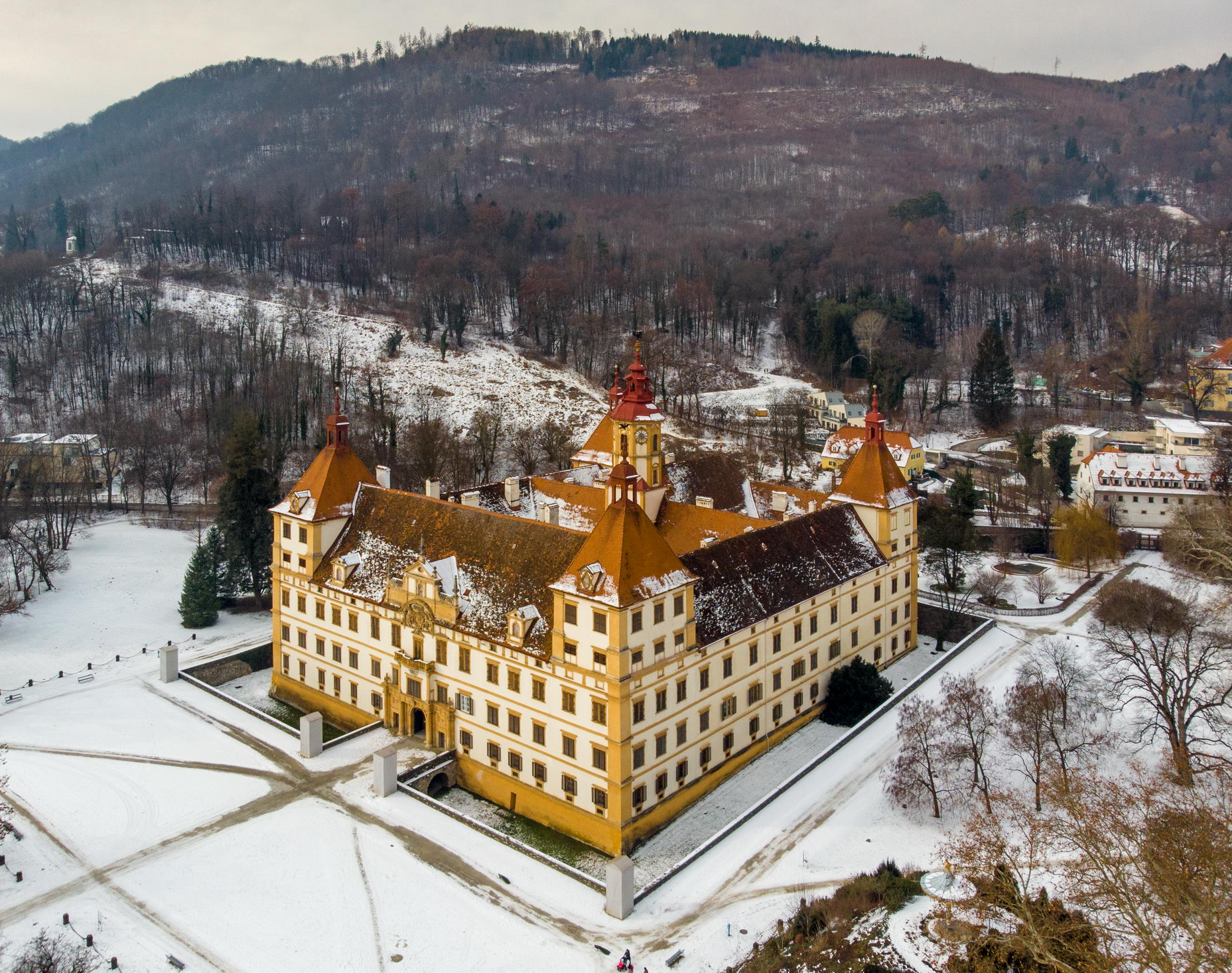
Zámek Eggenberg
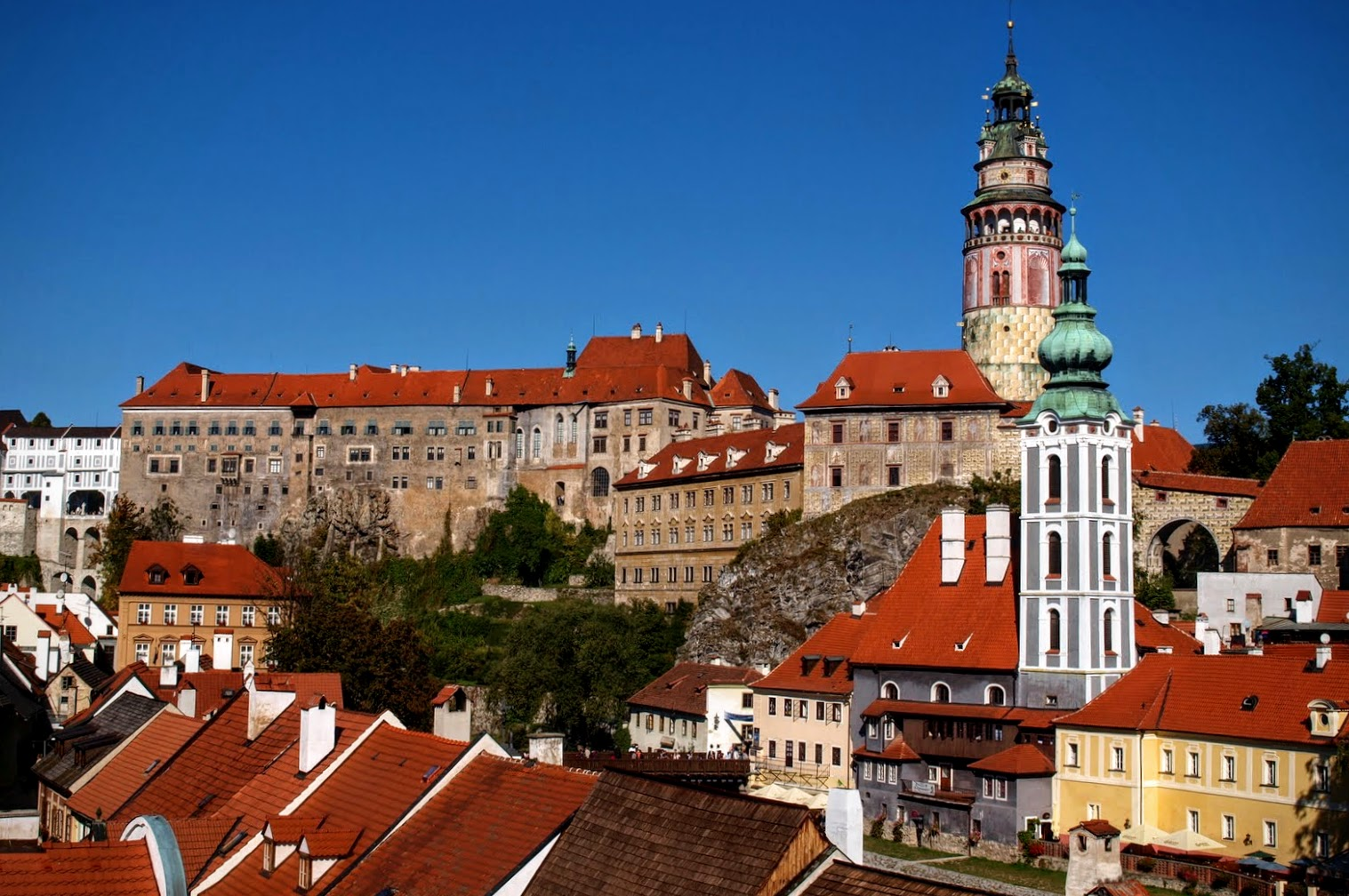
Státní hrad a zámek Český Krumlov
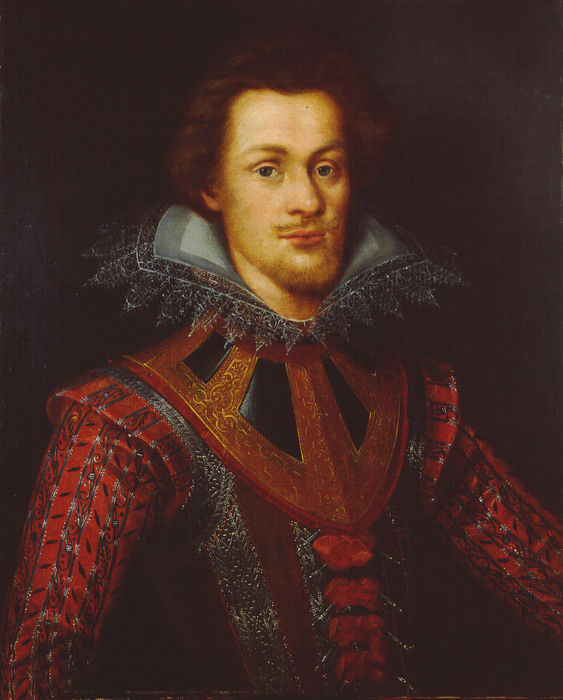
Jan Oldřich z Eggenbergu
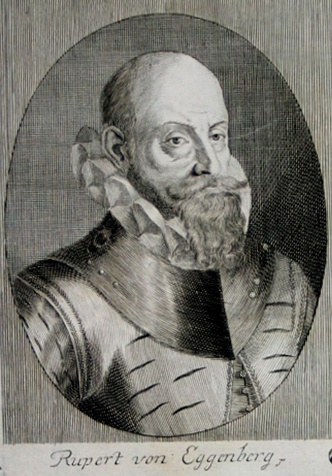
Ruprecht z Eggenbergu (1546–1611), generál